# Длиннохвостый крот
Длиннохво́стый крот (лат. Scaptonyx fusicauda) — вид млекопитающих из семейства кротовых (Talpidae), выделяемый в монотипный род.

## Распространение и образ жизни
Распространены в высокогорьях Китая, Вьетнама и Мьянмы на высоте 2—4 тысячи метров над уровнем моря. Живут в норах, которые роют неглубоко под поверхностью земли, в хвойных лесах с влажной, рыхлой почвой. По образу жизни занимают промежуточное положение между наземными представителями семейства и кротами, полностью перешедшими к подземному образу жизни.

## Внешний вид
Длина тела без учёта хвоста составляет 7,2—9 см. Передние конечности несколько расширены, когти на них практически прямые. Ушные раковины отсутствуют. Покрытый негустым коротким жёстким волосом, хвост в длину составляет 2,6—4,5 см. Масса тела — около 12 граммов.

## Охранный статус
Длиннохвостые кроты не входят в число видов, находящихся под угрозой исчезновения. Предполагают, что потенциальную опасность для них может представлять сокращение площадей высокогорных лесов, поскольку вид не известен за пределами этого биотопа. Имеющиеся данные о распространении длиннохвостых кротов позволяют предполагать, что они распространены в том числе и на охраняемых территориях. Отмечен на горе Tay Con Linh II (Северный Вьетнам), где планируется создание заповедника.